# ウィリー・ポスト＝ウィル・ロジャース記念空港
ウィリー・ポスト＝ウィル・ロジャース記念空港（英：Wiley Post–Will Rogers Memorial Airport）は、アメリカ合衆国、アラスカ州のウトキアグヴィクに位置する空港である。町の旧名は「Barrow」だった。

## 概要
2011年6月までの12カ月間、当空港の離着陸数は12,010回で、一日平均は33回であった。
内訳は50%がエアタクシー、37%がゼネラル・アビエーション、12%が定期便そして軍用機が1%だった。

## 就航路線
アラスカ航空：アンカレジ空港、デッドホース空港、フェアバンクス国際空港
レイバンアラスカ航空：Atqasuk airport、Nuiqsut airport、Point Lay airport、Wainwright airport

## 事故
1935年8月15日空港から14㎞離れたポイントバローで、ウィル・ロジャースとウィリー・ポストの操縦する航空機が墜落し前述の二人が亡くなった。

## 参考画像

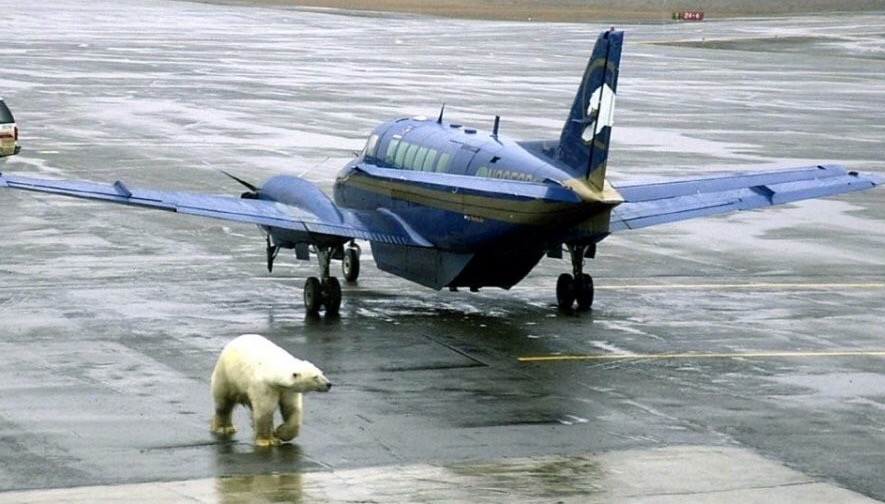
エプロンを歩くホッキョクグマ
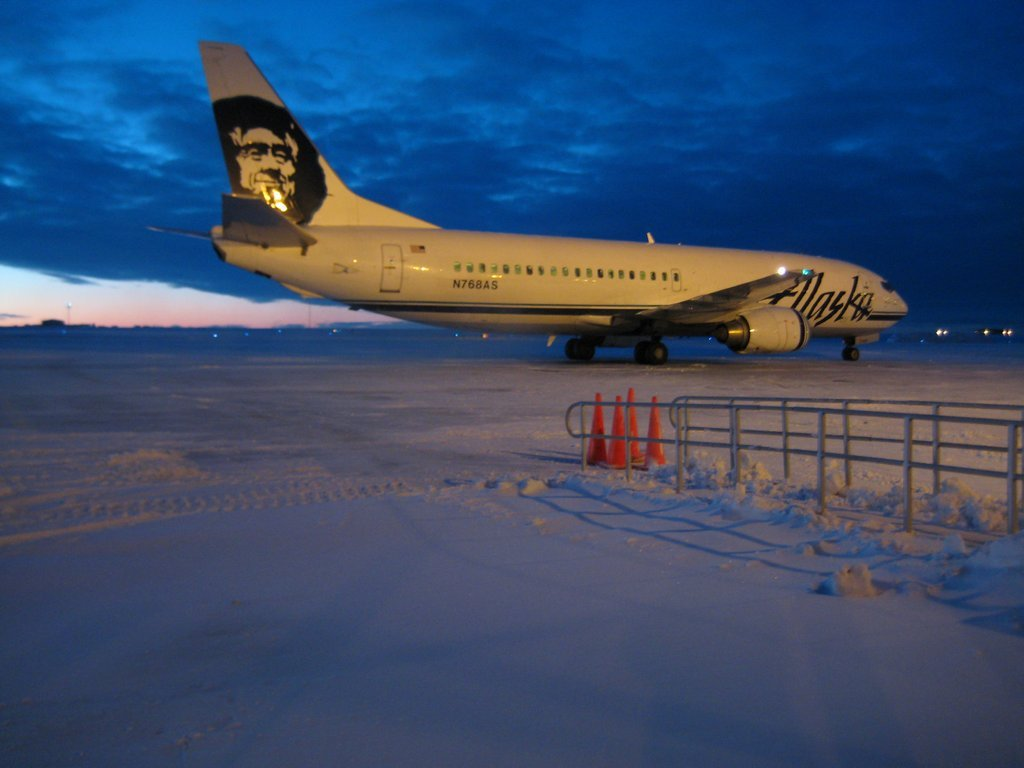
駐機中のアラスカ航空機（N768AS）